# AMD Am386

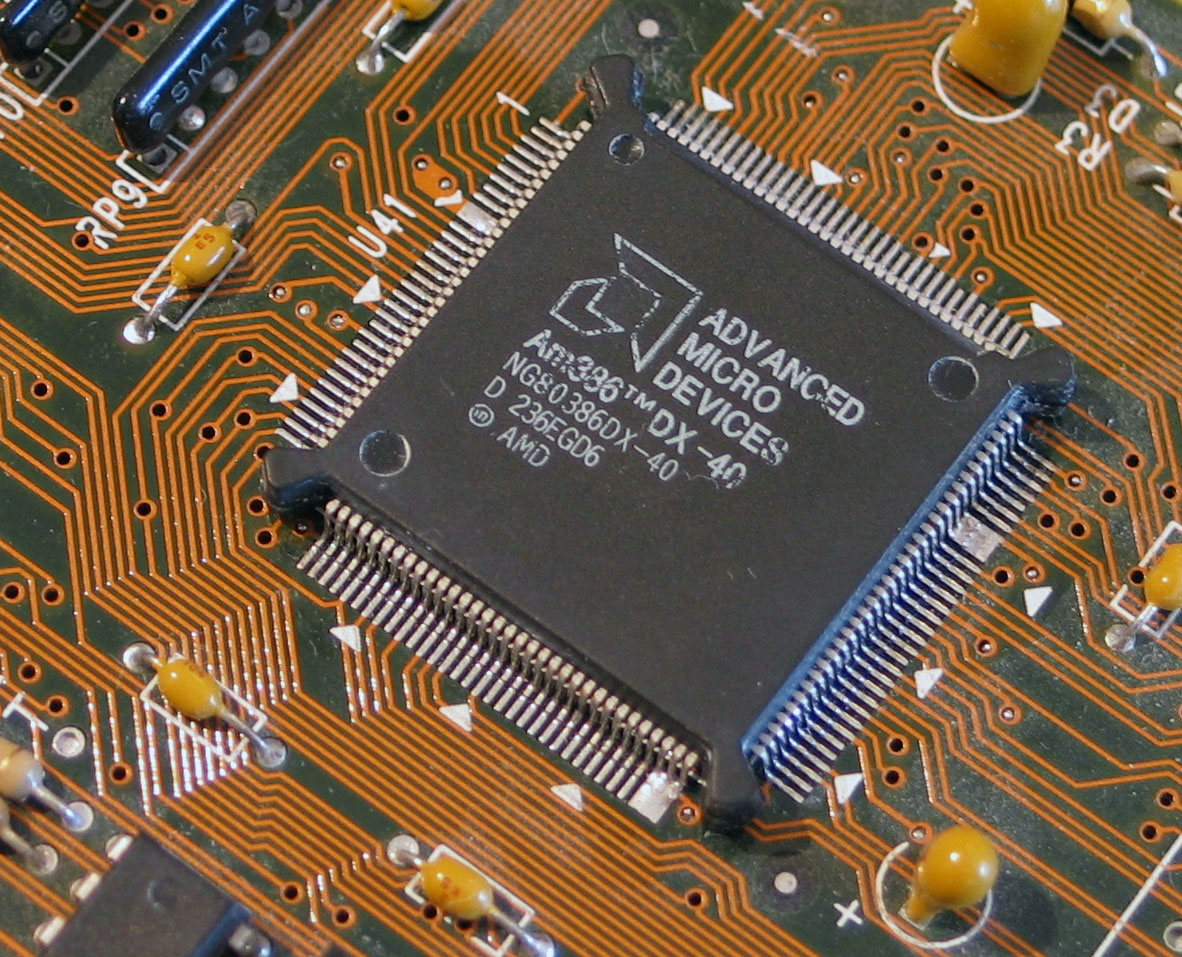
CPU AMD Am386DX-40

El microprocesador Am386 fue lanzado al mercado por AMD en 1991. Era un procesador con características semejantes al Intel 80386 y compatible 100% con este último, se vendieron millones de unidades de este, y esto posicionó a AMD como un legítimo competidor de Intel, siendo más que solo la segunda fuente de microprocesadores x86 (en ese tiempo llamada la familia 8086). 
Aunque el procesador estaba esencialmente listo para salir al mercado antes de 1991, Intel mantuvo bloqueado su lanzamiento mediante una demanda judicial. AMD había sido el segundo fabricante de los diseños de Intel, y la interpretación del contrato por parte de los de AMD era que este cubría todos sus procesadores. Intel, sin embargo, alegaba que el contrato solo cubría los modelos 80286 y anteriores. Después de algunos años, AMD finalmente ganó el caso y el derecho de vender sus Am386. Esto abrió una línea de competencia también en el mercado de los procesadores de 32 bit compatibles con el 80386, reduciendo así el costo de comprar una PC.
Mientras que el diseño de Intel 386 llegaba a los 33 MHz, AMD lanzó una versión de 40MHz para ambos de sus microprocesadores 386DX y 386SX, extendiendo el tiempo de vida de la arquitectura.
Fue la primera aparición de AMD en solitario en el mercado de los procesadores para el gran público y tuvo un éxito aceptable teniendo en cuenta que el mercado estaba totalmente ocupado por Intel.